# Lincluden Collegiate Church

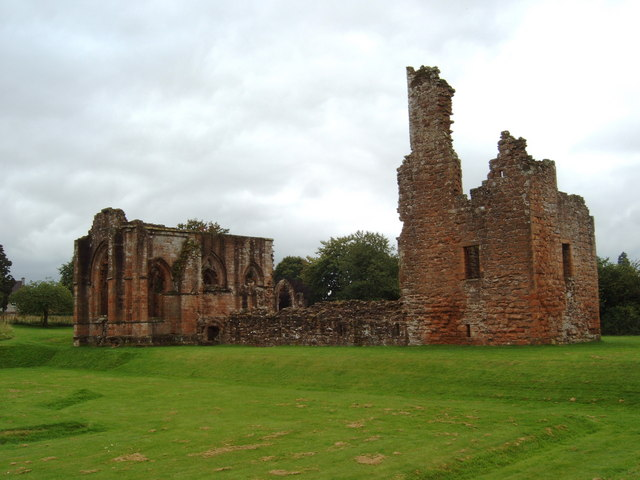
Lincluden Collegiate Church

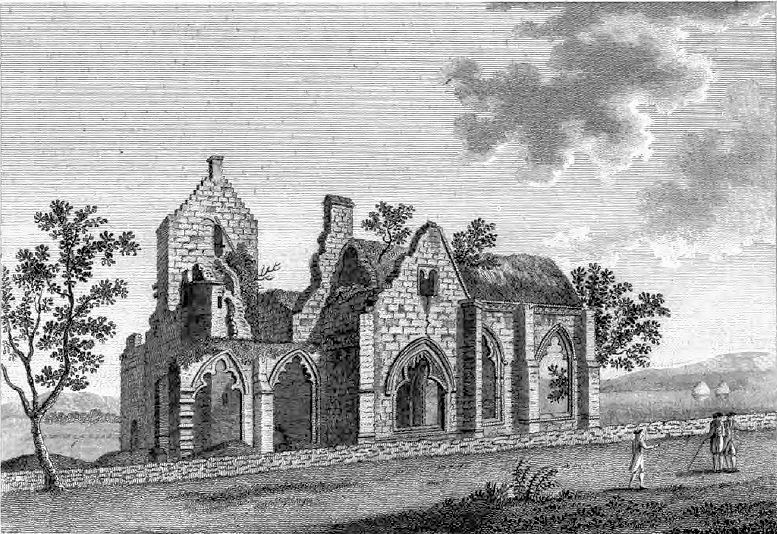
Darstellung aus dem Jahre 1789

Die Lincluden Collegiate Church ist die Ruine eines Kollegiatstifts in der schottischen Stadt Dumfries in der Council Area Dumfries and Galloway. 1981 wurde das Bauwerk in die schottischen Denkmallisten in der höchsten Denkmalkategorie A aufgenommen. Diese Einstufung wurde jedoch 2018 aufgehoben. Weiterhin ist die Anlage als Scheduled Monument klassifiziert.

## Beschreibung
In der Mitte des 12. Jahrhunderts wurde am Standort ein Kloster der Benediktinerinnen gegründet. Zu einem unbestimmten Zeitpunkt nach dessen Auflösung im Jahre 1389 wurde mit dem Bau des Kollegiatstifts begonnen. Das Bauwerk stammt aus dem späten 14. bis frühen 15. Jahrhundert und wurde möglicherweise nach einem Entwurf von John Morow erbaut. Es liegt am Rande des Stadtteils Lincluden im Norden Dumfries’ nahe der Einmündung des Cluden Waters in den Nith.
Zu den bis heute erhaltenen Fragmenten zählen das Langhaus, der südliche Teil des Querschiffs sowie der Chor. Im Chor findet sich die Grablege der Prinzessin Margaret, einer Tochter des schottischen Königs Robert III. Daneben führt eine aufwändig ornamentierte Türe in die Sakristei. An der Südseite schließt sich das ehemalige Wohngebäude des Provosts an. Vermutlich wurde es für William Stewart erbaut, der zwischen 1529 und 1536 im Amt war. Das ursprünglich dreistöckige Gebäude verfügte über einen vierstöckigen Treppenturm. Sein Mauerwerk besteht aus Bruchstein mit Natursteindetails.